# Selanegara (Kaligondang)
Selanegara is een bestuurslaag in het regentschap Purbalingga van de provincie Midden-Java, Indonesië. Selanegara telt 2770 inwoners (volkstelling 2010).